# (13303) Asmitakumar
(13303) Asmitakumar (1998 RX32) – planetoida z grupy pasa głównego asteroid okrążająca Słońce w ciągu 4,13 lat w średniej odległości 2,57 j.a. Odkryta 14 września 1998 roku.